# Aziz Suryal Atiya
Aziz Suryal Atiya (n. 5 iulie 1898, Zefta⁠(d), Al Gharbiyah, Egipt – d. 24 septembrie 1988, SUA) a fost un istoric copt, specializat în studii coptice, islamice și ale cruciadelor.
A. S. Atiya a fost fondatorul Institutului de Studii Coptice din Cairo, în anii '50, ca și al Centrului de Studii asupra Orientului Mijlociu de pe lângă Universitatea din Utah.
Biblioteca sa personală, donată Universității din Utah, a fost considerată ca fiind a cincea colecție din America de Nord din punct de vedere cantitativ și este recunoscută pe plan internațional ca o bibliotecă majoră in domeniul coptologiei. De altfel, termenii de coptologie și coptolog au fost introduși în circuitul științific de către A. S. Atiya.
A. S. Atiya a publicat în 1938 cuprinzătorul studiu The Crusades in the Later Middle Ages și a fost primul autor al The Coptic Encyclopedia, publicată în 1991.
Cariera universitară include predarea istoriei medievale la Universitatea din Cairo (1939-1942), profesor de istorie arabă și islamică la Princeton University (1957–1958), profesor de filologie și istorie la University of Utah (din 1959).

## Opere
- The Crusade of Nicopolis, 1934.
- The Crusade in the Later Middle Ages, 1938.
- The Arabic Manuscripts of Mount Sinai: A Hand-list of the Arabic Manuscripts and Scrolls Microfilmed at the Library of the Monastery of St. Catherine, 1955.
- Crusade, Commerce and Culture, 1962.
- Egypt and Aragon: Embassies and Diplomatic Correspondence Between 1300 and 1330 A.D., 1966.
- The Crusade Historigraphy and Bibliography, 1962.
- The Crusade, 1977.
- The Coptic Encyclopedia, vol. 1, 1991.
- The Copts and Christian Civilization, 1979.